# John Butler Yeats
John Butler Yeats (Tullylish, 16 marzo 1839 – New York, 3 febbraio 1922) è stato un pittore irlandese.

## Biografia
John Butler Yeats nacque a Tullysh, nella contea nord-irlandese di Down, il 16 marzo 1839.
Dopo i primi studi di materie classiche, nel 1862 si laureò in legge a Dublino.

Nel 1863 si sposò con Susan Pollexfen, da cui ebbe quattro figli, tra cui il poeta William Butler Yeats e il pittore Jack Butler Yeats.

Nel 1867 Yeats decise di interrompere la professione di avvocato per perseguire la carriera pittorica a Londra.

Si concentrò quindi sul ritratto, soprattutto di leader politici irlandesi e di personaggi dell'ambiente letterario e teatrale irlandese, dipinti con grande sensibilità.

Anche se non ebbe mai grosse difficoltà ad ottenere commissioni, il suo successo non fu mai tale da garantirgli una buona sicurezza economica.
Dopo aver compiuto numerosi viaggi tra l'Inghilterra e l'Irlanda, nel 1907 Yeats si trasferì definitivamente a New York, dove continuò a lavorare su commissione, continuando a dipingere soprattutto ritratti.

A New York partecipò alla vita artistica della città, facendosi conoscere per la sua ottima dialettica; scrisse anche diversi saggi su soggetti che includono l'arte, la questione irlandese e la questione femminile.

In particolare, durante questo periodo divenne ottimo amico dello scrittore Van Wyck Brooks, del pittore John French Sloan, e dell'avvocato e collezionista John Quinn.
Yeats morì a New York il 3 febbraio 1922.